# Gustav Wied
Gustav Johannes Wied (født 6. marts 1858 på Holmegård i Branderslev ved Nakskov, død 24. oktober 1914 i Roskilde) var en dansk forfatter og samfundsrevser. Han var søn af Carl August Wied og Catha Wied og den femte i en børneflok på elleve.

## Ungdom og uddannelse
Fra 1887 til 1890 boede han sammen med forfatteren Nathalie Larsen. 1896 blev han gift med Alice Tutein (1869-1958). Herved kom han i kontakt med sin svigerfar Frederik Christian Ferdinand Tutein på Høgholt i Vendsyssel der skulle blive en betydelig kilde til hans personkarakteristikker og kritik af borgerskabet. Tutein skal have været inspiration til hovedpersonen i romanen Fædrene æde druer.
I en ung alder kom han til København, hvor han blev boghandlermedhjælpervikar hos C.A. Reitzels Boghandel. I sommeren og efteråret 1884 arbejdede han som huslærer på godset Overgård ved Mariager Fjord, hvor han bl.a. katalogiserede herregårdsbiblioteket. Samme år tog han til København. Samtidigt med sit arbejde som timelærer forberedte han sig med møje til studentereksamen; han bestod i 1886 og tog filosofikum i 1887.

## Forfatterskabet
Wied debuterede som Peter Idealist i 1887 med pamfletten Nogle Aforismer i Anledning af Interpellationen i Storeheddinge og dens Følger, som omhandler kultusminister Jacob Scavenius. Scavenius var netop blevet afsløret i at have opsøgt en københavnsk prostitueret, og pamfletten latterliggør ubarmhjertigt ministerens dobbeltmoral.
Wied udgav i 1889 sin første bog En hjemkomst, et sørgespil. Den næste En Bryllupsnat fra 1892 handler om en bedstemor, som vil dræbe sit barnebarn. Det blev mødt med så stor uvilje, at det blev udpebet ved premieren. Barnlige Sjæle fra 1893 karakteriseredes som en samling yderst vovede fortællinger.
Han var kendt som en samfundsrevser og benyttede enhver lejlighed til at spidde borgerskabet. Han var flittig bidragsyder til bladet København, som blev redigeret af Ove Rode. En novelle, han fik trykt i det, førte i 1892 til at han ved Højesteret blev idømt 14 dages fængsel for utilstedelige udtryk. Det drejede sig om fortællingen De unge og de gamle (fortællingen blev let redigeret optrykt i samlingerne Barnlige Sjæle og Fra Land og By (1907)). Wied har skildret sit fængselsophold i Tugt- og Børnehuset på Christianshavn i romanen Ungdomshistorier (1895), hvor forfatteren Gunnar Warberg skal forestille Wied selv.
Hans satire og kyniske humor kom tydeligt til udtryk i romanerne Livsens Ondskab (1899), Slægten (1898), Knagsted (1902) og Pastor Sørensen og Co. (1913).
Med indtægterne fra komedien Første Violin (1898) opførte han i Roskilde et hus udført efter Wieds specifikke ønsker. Det var opdelt i to adskilte afdelinger, det ene til familiens og det søndre til Wieds arbejdsrum. Dørene imellem de to adskilte dele var beslået med læder langs kanterne. Forfatteren Walter Christmas havde efter et besøg betegnet det som Kastellet, og Wied anvendte siden konsekvent denne betegnelse for sit hus. Husets sirlige have blev vedligeholdt af en gartner der gik for at være meget streng, hvorfor Wied kaldte ham "justitsråden".
I hans sidste år blev hans indtægter mindre, og han led af kraftige mavesmerter; det var den kombination, der førte til hans beslutning om at "gøre en ende på det hele". Den 24. oktober 1914 indtog han en dødelig dosis cyankalium.
Gustav Wied skrev digte, skuespil og de såkaldte satyrspil, skuespil med grundige beskrivelser af interiører, stemninger og personernes tanker. Satyrspillene er Gustav Wieds fornyelse af den danske litteratur. Hans største satyrspil Dansemus blev udgivet i 1905. Dets motto er: ”Ja, vi danser alle efter en højere Lirekasse, Deres Excellence”.
Det blev senest opført på Aarhus Teater i 2001. Hans populæreste teaterstykke er "Skærmydsler", der blev opført med Daimi og Jytte Abildstrøm på sidstnævntes teater. Senest på Folketeatret med Malene Schwartz og Sonja Oppenhagen.

## Udmærkelser
Gustav Wied selskabet blev dannet i 1938. Det har i dag 156 medlemmer.
I Roskilde ligger "Gustav Wieds vinstue".
Flere veje i Danmark er opkaldt efter Gustav Wied:
Gustav Wieds Vej i Aarhus, Frederikshavn, Silkeborg, Ebeltoft, Næstved, Grenå og Søborg.
Gustav Wiedsvej i Nakskov. Hans portræt, malet af Valdemar Schønheyder Møller, hænger i den såkaldte kunstnerfrise i Brøndums spisesal på Skagens Museum og et andet, udført af Michael Ancher kan ses i spisestuen i Anchers Hus.